# Big Pharma (computerspel)
Big Pharma is een bedrijfssimulatiespel ontwikkeld door Twice Circled en uitgegeven door Positech Games. In de video game, heeft de speler de taak om productielijnen voor medicijnen te bouwen. De uitdaging wordt gevormd door de beperkte ruimte waarin de productielijnen samengesteld moeten worden. Het spel is uitgebracht op 27 augustus 2015.

## Gameplay
De speler vervult de rol van manager van een farmaceutisch bedrijf, dat met recepten geneesmiddelen produceert uit ingrediënten. Elk ingrediënt heeft vier slots met een aantal positieve en negatieve effecten. De effecten treden op binnen bepaalde concentraties en de concentratie heeft ook invloed op de sterkte van het effect. Een positief effect is bijvoorbeeld "vermindert hoest" en "induceert slaperigheid" is een negatieve. De concentratie van een stof varieert op een schaal van 0 tot 20.
De meeste positieve effecten kunnen verbeterd worden tot effecten van duurdere medicijnen, door de stof naar een specifieke concentratie te brengen en een bepaald proces toe te passen. Op die manier is het mogelijk om meerdere medicijnen te ontwikkelen met een beperkt aantal ingrediënten. Ook kunnen sommige negatieve bijwerken zo verwijderd worden. Tevens vereisen sommige stappen ook een bepaalde katalysator, welke zelf ook weer een positief of negatief effect heeft. Verder kunnen stoffen gemengd worden om de effecten van meerdere stoffen te combineren voor krachtigere medicijnen. Het doel bij het mengen en bereiden van materialen is, om geneesmiddelen te creëren die hun positieve effecten zo dicht mogelijk bij hun maximale potentieconcentratie hebben, terwijl bijwerkingen geëlimineerd worden.
De speler produceert de medicijnen met behulp van assemblagelijnen welke opgemaakt zijn uit verschillende machines. Er zijn machines die de concentratie wijzigen, materialen combineren en effecten van een stof herschikken (in de slots van de stof), stoffen analyseert om hun maximale potentieniveaus te bepalen en machines die de stof verpakken tot bijvoorbeeld pillen of crèmes. De productielijnen worden gebouwd op de plattegrond van fabriekshallen, welke weergegeven wordt in een isometrisch perspectief. Op de muren van de hallen bevinden zich verschillende poorten welke gebruikt worden voor de import van grondstoffen en de export van medicijnen. Ook is het mogelijk om poorten te linken, zodat een productielijn verspreid kan zijn over meerdere hallen. Door middel van transportbanden worden de stoffen verplaatst tussen de verwerkingsmachines. De speler kan op processen of materialen klikken om hun huidige staat te evalueren, waardoor ze de mogelijkheid hebben om de productielijn te debuggen. De speler krijgt de mogelijkheid om een product een naam te geven, de eerste keer dat het een output poort bereikt. Dit product wordt vervolgens verkocht op de (virtuele) markt van de game. De kwaliteit van het product wordt aangeduid met een letter normering op basis van de effectiviteit, de bijwerkingen en de huidige marktvraag.
De speler moet deze productielijnen bouwen en winst behalen, om zo verder ontwikkeling van medicijnen te financieren. Ook zijn er concurrerende bedrijven die dezelfde geneesmiddelen uitbrengen, wat de winstgevendheid van de producten van de speler beïnvloedt. Als andere bedrijven bijvoorbeeld een medicijn tegen verkoudheid hebben uitgebracht, is de markt mogelijk te verzadigd om een concurrerend medicijn tegen verkoudheid te laten slagen. De speler kan bekijken welke marktvraag er is naar specifieke medicijnen om producties af te stemmen op die doelen. Daarnaast kan de speler een onderzoeksboom beheren, die het mogelijk maakt om effectievere machines en andere voordelen te onderzoeken. Ook kan de speler ontdekkingsreizigers op pad sturen om nieuwe ingrediënten te onderzoeken. De game bevat een aantal vooraf ingestelde scenario's op verschillende moeilijkheidsgraden, zoals het bereiken van een financiële mijlpaal na een aantal jaren. Evenals de mogelijkheid om zelf een game samen te stellen door middel van een aantal parameters.

### DLC
Op 26 april 2016 werd een uitbreiding uitgebracht genaamd "Marketing and Malpractice" (Nederlands: Marketing en Wanpraktijken). Deze uitbreiding voegde leidinggevende toe als onderdeel van het bedrijf aspect van het spel. Leidinggevende kunnen gebruikt worden voor de marketing van medicijnen, en om te proberen de markt te manipuleren en in het nauw drijven. Zo kan de speler bijvoorbeeld de prijs van een medicijn verhogen of verlagen, waardoor deze onder de kostprijs verkocht kan worden.

## Ontvangst
Na de release kreeg het spel een score van 72% op Metacritic. Verder heeft het spel een score van 76% op Steam.